# Allosauroidea

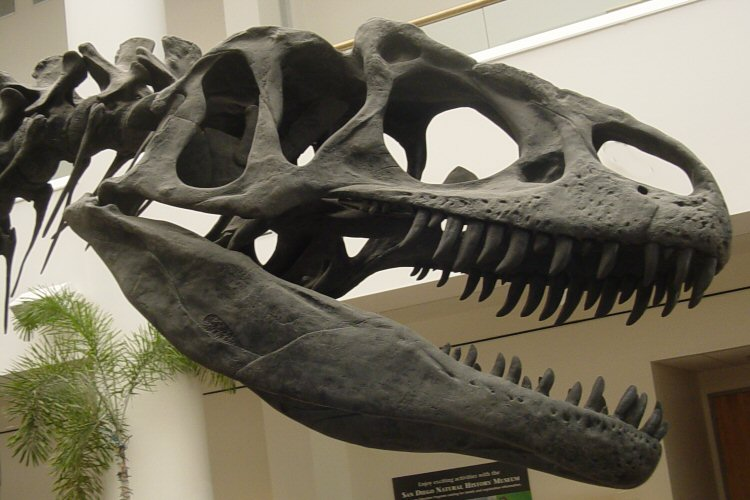
De schedel van een Allosauroidea.

De Allosauroidea zijn een groep theropode dinosauriërs behorend tot de groep van de Tetanurae.
In 1993 gebruikte Phil Currie voor het eerst de naam Allosauroidea voor een superfamilie die de Allosauridae en de Sinraptoridae omvatte. Omdat de naam afgeleid is van de Allosauridae wordt de naamgever van die familie uit 1878, Othniel Charles Marsh, formeel ook als eerste naamgever van Allosauroidea gezien.
In 1997 kwam Kevin Padian met de eerste exacte definitie als klade: de groep bestaande uit de gemeenschappelijke voorouder van Allosaurus fragilis en Sinraptor dongi en al zijn afstammelingen. In 1998 kwam Paul Sereno met een heel andere definitie: alle soorten dichter bij Allosaurus dan bij de moderne vogels (Neornithes), later exacter gedefinieerd als Passer domesticus, de huismus. In deze laatste definitie is Allosauroidea een synoniem van Carnosauria welke naam Sereno wil vermijden omdat zij gelijk is aan die van het oude parafyletische taxon.
Volgens de definitie van Padian behoren per definitie de Allosauridae en de Sinraptoridae tot Allosauroidea, maar is het goed mogelijk dat de Carcharodontosauridae erbuiten vallen; binnen de definitie van Sereno is dat zeer onwaarschijnlijk.
Een lijst van soorten is de volgende:
- Erectopus
- Sinraptoridae/Metriacanthosauridae
  - Leshansaurus
  - Metriacanthosaurus
  - Sinraptor
  - Szechuanosaurus
  - Yangchuanosaurus
- Allosauridae
  - Antrodemus
  - Allosaurus
  - Epanterias
  - Saurophaganax
- Carcharodontosauria
  - Datanglong
  - Carcharodontosauridae
    - Acrocanthosaurus
    - Carcharodontosaurus
    - Eocarcharia
    - Giganotosaurus
    - Mapusaurus
    - Neovenator
    - Tyrannotitan

  - Neovenatoridae
    - Megaraptora

Een eerder mogelijk kladogram door Carpenter:
|  | Carcharodontosaurus |
|  |                     |
|  | Giganotosaurus      |
|  |                     |

|  | Acrocanthosaurus |
|  |                  |
|  | Allosaurus       |
|  |                  |

|  | Carcharodontosaurus |
|  |                     |
|  | Giganotosaurus      |
|  |                     |

|  | Acrocanthosaurus |
|  |                  |
|  | Allosaurus       |
|  |                  |